# Autoceļš A14
Autoceļš A14 ist eine zu Lettlands Staatsstraßen gehörende „Staatliche Hauptstraße“ (lett. Valsts galvenie Autoceļi). Sie ist eine Westumfahrung der Stadt Daugavpils und ist Teil der Europastraße 262.